# Cameroun aux Jeux olympiques d'été de 1972
 (mars 2013).
Si vous disposez d'ouvrages ou d'articles de référence ou si vous connaissez des sites web de qualité traitant du thème abordé ici, merci de compléter l'article en donnant les références utiles à sa vérifiabilité et en les liant à la section « Notes et références ».
Le Cameroun participe aux Jeux olympiques d'été de 1972 à Munich. Il s'agit de sa 3e participation à des Jeux d'été. Aucun des 11 sportifs engagés n'obtient de médaille.

## Athlétisme
Hommes
Courses
| Athlète       | Épreuve        | Séries   | Séries | Quarts de finale | Quarts de finale | Demi-finales  | Demi-finales | Finale   | Finale |
| Athlète       | Épreuve        | Résultat | Rang   | Résultat         | Rang             | Résultat      | Rang         | Résultat | Rang   |
| ------------- | -------------- | -------- | ------ | ---------------- | ---------------- | ------------- | ------------ | -------- | ------ |
| Gaston Malam  | 100 m          | 10 s 88  | 5e     | NC               | NC               | NC            | NC           | NC       | NC     |
| Gaston Malam  | 200 m          | 21 s 71  | 6e     | NC               | NC               | NC            | NC           | NC       | NC     |
| Esaie Fongang | 1500 m         | NC       | NC     | 3 min 54 s 5     | 9e               | NC            | NC           | NC       | NC     |
| Esaie Fongang | 10 000 m       | NC       | NC     | NC               | NC               | 31 min 32 s 6 | 13e          | NC       | NC     |
| Nji Esau Ade  | 5000 m         | NC       | NC     | NC               | NC               | 15 min 19 s 6 | 10e          | NC       | NC     |
| Nji Esau Ade  | 3000 m steeple | NC       | NC     | NC               | NC               | 9 min 34 s 4  | 11e          | NC       | NC     |

Concours
| Athlète       | Épreuve         | Qualification | Qualification | Finale   | Finale |
| Athlète       | Épreuve         | Distance      | Rang          | Distance | Rang   |
| ------------- | --------------- | ------------- | ------------- | -------- | ------ |
| Ahmadou Evélé | Saut en hauteur | 1,90 m        | -             | NC       | NC     |

## Boxe
| Athlète           | Compétition    | 1/32 de finale      | 1/16 de finale      | 1/8 de finale       | Quarts de finale    | Demi-finales        | Finale              |    |
| Athlète           | Compétition    | Adversaire Résultat | Adversaire Résultat | Adversaire Résultat | Adversaire Résultat | Adversaire Résultat | Adversaire Résultat |    |
| ----------------- | -------------- | ------------------- | ------------------- | ------------------- | ------------------- | ------------------- | ------------------- | -- |
| David Oleme       | Coq (- kg)     | NC                  | Buian Ganbat 0-5    | NC                  | NC                  | NC                  | NC                  |    |
| Emmanuel Eloundou | Plume (- kg)   | José Baptista 0-5   | NC                  | NC                  | NC                  | NC                  | NC                  |    |
| Jean Bassomben    | Lourd (+81 kg) | NC                  | NC                  | Hasse Thomsén 1-4   | NC                  | NC                  | NC                  | NC |

## Cyclisme
Quatre cyclistes camerounais (Jean-Bernard Djambou, Joseph Evouna, Joseph Kono et Nicolas Owona) sont au départ de la course en ligne mais ils abandonnent tous avant l'arrivée.
Ils participent également à l'épreuve 100km par équipe et terminent 33e en 2 h 40 min 10 s 3.